# باتريسيا ألونسو
باتريسيا ألونسو (بالإسبانية: Patricia Alonso) مواليد 27 أبريل 1979، هي لاعبة كرة يد إسبانية. مثلت منتخب إسبانيا لكرة اليد للسيدات. شاركت في دورة الألعاب الأولمبية الصيفية سنة 2004.

## روابط خارجية
- باتريسيا ألونسو على موقع الاتحاد الأوروبي لكرة اليد (الإنجليزية)
- باتريسيا ألونسو على موقع اللجنة الأولمبية الدولية (الإنجليزية)
- باتريسيا ألونسو على موقع أوليمبيديا (الإنجليزية)